# کسگریو
latitudeکسگریوlongitudeکسگریو
کسگریو (به انگلیسی: Kesgrave) یک شهرک در بریتانیا است که در انگلستان واقع شده‌است.

## خصوصیات
کسگریو ۱۱٬۰۲۰ نفر جمعیت دارد.